# Toy Ride
A Toy Ride a dán Toy-Box duó 2. és egyben utolsó stúdióalbuma, melyről két kislemez jelent meg, úgy mint a Superstar és a Www.Girl című dalok.
A Szingapúri CD változaton helyet kapott a Superstar című dal videóklipje, valamint egy werkfilm a videóklip készítéséről.

## Az album dalai
1. Superstar (3:07)
2. Russian Lullaby (3:17)
3. Www.Girl (3:26)
4. 007 (3:20)
5. Cowboy Joe (3:08)
6. Dumm-Diggy-Dumm (3:09)
7. Wizard of Oz (3:20)
8. Divided (3:32)
9. Prince of Arabia (3:37)
10. S.O.S. (2:46)
11. No Sleep (3:44)
12. Finally (3:06)

## Listás helyezések
| Lista(2001)                | Legjobb helyezés |
| -------------------------- | ---------------- |
| Dánia(Danish Albums Chart) | 22               |
| Hollandia (Dutch Top 40)   | 91               |